# Lendvajakabfa, Zala
Lendvajakabfa  este un sat în districtul Lent, județul Zala, Ungaria, având o populație de 27 de locuitori (2011). 

## Demografie
Componența etnică a satului Lendvajakabfa
     Maghiari (79,17%)
     Germani (20,83%)
Componența confesională a satului Lendvajakabfa
     Romano-catolici (55,56%)
     Fără religie (11,11%)
     Necunoscută (33,33%)
Conform recensământului din 2011, satul Lendvajakabfa avea 27 de locuitori. Din punct de vedere etnic, majoritatea locuitorilor (79,17%) erau maghiari, cu o minoritate de germani (20,83%).  Din punct de vedere confesional, majoritatea locuitorilor (55,56%) erau romano-catolici, cu o minoritate de persoane fără religie (11,11%). Pentru 33,33% din locuitori nu este cunoscută apartenența confesională.